# Campeonato de Francia de la clase Snipe
El Campeonato de Francia de la clase Snipe es la competición más importante que la clase internacional Snipe de vela celebra en Francia. Se disputa desde 1947. Lo organiza la Asociación Francesa de la Clase Snipe (Association Française des Snipes -AFS-), que es la entidad que, conjuntamente con la Federación Francesa de Vela, regula toda la actividad de la clase Snipe en Francia.

## Palmarés
| Año    | Patrón                    | Proel                 | Flota                                  |
| 1947   | Pierre Pichavant          | Roland Caubet         | 225 Loctudy                            |
| 1948   | M. Le Page                | Y. Darnajou           | 226 Bénodet                            |
| 1949   | Hugues Moysan             | A. Thalouarn          | 225 Loctudy                            |
| 1950   | J.C. Gibon                | J.J. Le Sauvage       | 293 Claouey                            |
| 1951   | Didier Poissant           | Cadiou                | 490 Cercle de Voile de Bordeaux-Noroît |
| 1952   | Didier Poissant           | Caignault             | 367 Moulleau-Pyla - Gironde            |
| 1953   |                           |                       |                                        |
| 1954   | Didier Poissant           | Verrando              | 490 Cercle de Voile de Bordeaux-Noroît |
| 1955   | Didier Poissant           | Jean Machy            | 367 Moulleau-Pyla - Gironde            |
| 1956   | Repetto                   |                       | Cannes                                 |
| 1957   | Claude Pigoreau           | Bruno Carliez         | 313 Le Havre                           |
| 1958   | B. Achard                 | J. Gramond            | 432 Lacanau Médoc                      |
| 1959   | Jean Machy                | Gramond               | 432 Lacanau Médoc                      |
| 1960   | Didier Poissant           | Gramond               | 432 Lacanau Médoc                      |
| 1961   | Ph. Courteaud             | Jean-Claude Dumas     | 526 Morsang                            |
| 1962   | Jean Donval               | Gwenael Manard        | 348 Lorient                            |
| 1963   | Jean Machy                | Gramond               | 432 Lacanau-Medoc                      |
| 1964   | Robert Uthuralt           | Jean-Claude Dumas     | 526 Morsang                            |
| 1965   | Didier Poissant           | Gramond               | 432 Lacanau Médoc                      |
| 1966   | Didier Poissant           | Gramond               | 432 Lacanau Médoc                      |
| 1967   | Didier Poissant           | M. Duhau              | 432 Lacanau Médoc                      |
| 1968   | Didier Poissant           | M. Duhau              | 432 Lacanau Médoc                      |
| 1969   | Gazet du Chatellier       | ALLONCLE              | 546 Beaulieu                           |
| 1970   | Didier Poissant           | Jean Machy            | 432 Lacanau Médoc                      |
| 1971   | Bernard Lamarque          | Marc Fredefon         | 293 Claouey                            |
| 1972   | Bernard Lamarque          | Lamarque              | 293 Claouey                            |
| 1973   | Gilles Durand             | Jensen                | 447 Andernos                           |
| 1974   | Jean-Marie Brossard       | Yves Brossard         | 293 Claouey                            |
| 1975   | Pierre-Vincent Graves     | Régine Graves         | 293 Claouey                            |
| 1976   | Gilles Durand             | Martine Durand        | 447 Andernos                           |
| 1977   | Jean-Marie Brossard       | Elisabeth Graves      | 293 Claouey                            |
| 1978^  |                           |                       |                                        |
| 1979   | Bernard Mariage           | Claude Mariage        | 373 Nice                               |
| 1980   | Gilles Durand             | Philippe Faux         | 447 Andernos                           |
| 1981   | Gilles Durand             | Philippe Faux         | 447 Andernos                           |
| 1982   | Gérard Brossard           | Yves Brossard         | 293 Claouey                            |
| 1983   | Gérard Brossard           | Yves Brossard         | 293 Claouey                            |
| 1984   | Jean-Jacques Frebault     | Philippe Boy          | 778 Cazaux Lac                         |
| 1985   | Jean-Jacques Frebault     | Hervé Guisnel         | 778 Cazaux Lac                         |
| 1986   | Gérard Brossard           | Catherine Brossard    | 293 Claouey                            |
| 1987   | Jean-Jacques Frebault     | S. Tran The Tri       | 778 Cazaux Lac                         |
| 1988   | Gérard Brossard           | Annie Morin           | 293 Claouey                            |
| 1989   | Gérard Brossard           | Catherine Brossard    | 293 Claouey                            |
| 1990   | Jean-Jacques Frebault     | Philippe Boy          | 778 Cazaux Lac                         |
| 1991   | Jean-Claude Confoulan     | Henri Confoulan       | 778 Cazaux Lac                         |
| 1992   | Jean-Jacques Frebault     | Philippe Boy          | 778 Cazaux Lac                         |
| 1993   | Jacques Pichavant         | Jean-Luc Perard       | 225 Loctudy                            |
| 1994   | Jean-Claude Confoulan     | Henri Confoulan       | 778 Cazaux Lac                         |
| 1995   | Sylvie Le Bour-Boisaubert | Gilles Boisaubert     | 294 Audierne                           |
| 1996   | Jean-Jacques Frebault     | Gilles Boisaubert     | 778 Cazaux Lac                         |
| 1997   | Jean-Jacques Frebault     | Gilles Boisaubert     | 778 Cazaux Lac                         |
| 1998   | Jean-Jacques Frebault     | Gilles Boisaubert     | 778 Cazaux Lac                         |
| 1999   | Jean-Jacques Frebault     | Gilles Boisaubert     | 778 Cazaux Lac                         |
| 2000   | Jean-Jacques Frebault     | Gilles Boisaubert     | 778 Cazaux Lac                         |
| 2001   | Jean-Jacques Frebault     | Gilles Boisaubert     | 778 Cazaux Lac                         |
| 2002   | Jean-Jacques Frebault     | Gilles Boisaubert     | 778 Cazaux Lac                         |
| 2003   | Jérôme Thomas             | Guillaume Louveau     | 846 Choisy le Roi                      |
| 2004   | Mathieu Therouanne        | Morgan Guillou        | 348 Lorient                            |
| 2005   | David Dufour              | Damien Cazala         | 293 Claouey                            |
| 2006   | Justin Frebault           | Jean-Jacques Frebault | 293 Claouey                            |
| 2007   | Eric Berron               | Jean-Jacques Frebault | 293 Claouey                            |
| 2008   | Jean-Jacques Frebault     | Cédric Carre          | 778 Cazaux Lac                         |
| 2009   | Mathieu Therouanne        | Morgan Guillou        | 348 Lorient                            |
| 2010   | Jean-Jacques Frebault     | Gilles Boisaubert     | 778 Cazaux Lac                         |
| 2011   | Justin Frebault           | Jean-Jacques Frebault | 778 Cazaux Lac                         |
| 2012   | Justin Frebault           | Jean-Jacques Frebault | 778 Cazaux Lac                         |
| 2013   | Justin Frebault           | Jean-Jacques Frebault | 778 Cazaux Lac                         |
| 2014   | Jerome Thomas             | Nadia El Ghozi        | CS Monterelais                         |
| 2015   | Jean-Jacques Frebault     | Cyril Laprebendere    | 778 Cazaux Lac                         |
| 2016   | Jean-Jacques Frebault     | Cyril Laprebendere    | 778 Cazaux Lac                         |
| 2017   | Jean-Jacques Frebault     | Kevin Roze            | 778 Cazaux Lac                         |
| 2018   | Jean-Jacques Frebault     | Kevin Roze            | 778 Cazaux Lac                         |
| 2019   | Jean-Jacques Frebault     | Kevin Roze            | 778 Cazaux Lac                         |
| 2020^^ |                           |                       |                                        |
| 2021   | Jean-Jacques Frebault     | Eric Berron           | 778 Cazaux Lac                         |
| 2022   | Jean-Jacques Frebault     | Vincent Le Serec      | 778 Cazaux Lac                         |

^No se adjudicó debido a que no se pudieron celebrar el suficiente número de regatas por motivos meteorológicos
^^Se canceló debido a la pandemia de COVID-19